# Московско-Тартуска семиотична школа
Московско-Тартуска семиотична школа e школа в областта на семиотиката, която е формирана през 1964 и ръководена тогава от Юрий Лотман. Сред другите членове на школата са Борис Успенски, Вячеслав Всеволодович Иванов, Владимир Топоров, Михаил Гаспаров, Александър Пятигорски, Исаак И. Ревзин и др. Като резултат от тяхната обща работа те полагат теоретична рамка около семиотика на културата.
Московско-Тартуска семиотична школа полага създаването на оригиналния метод на многоизмерния културен анализ. Езиците на културата са интерпретирани като вторични моделиращи системи в отношение към говоримия език. Този метод позволява разбирането на употребата на различни езици на културата по най-продуктивен начин.
Школата е известна със своето списание Изследвания върху знаковите системи, издавано първо на руски като Труды по знаковым системам, а след 1989 на английски като Sign Systems Studies, публикуван от Тартуското университетско издателство понастоящем най-старото семиотично списание в света (създадено през 1964).
През първия си период (60-те и 70-те на 20 век), школата следва структуралистки подход и е силно повлияна от руския формализъм. През 80-те нейният подход може да се характеризира като постструктуралистки, което е свързано с въведението за концепцията за семиосфера на Юрий Лотман и връзката с органицизма.
След 1990 школата се трансформира в Тартуска семиотична школа към Департамента по семиотика на Университета в Тарту и предвождана от Калеви Кул, Пеетер Тороп, Михаил Лотман и други.